# Oscar Novak
Oscar Novak (* 2009) ist ein britischer Schauspieler.
Novak erreichte Bekanntheit durch seine Rollen in Filmen wie The Northman (2022, als junger Amleth) und The Batman (2022, als junger Bruce Wayne) sowie in der BBC-Fernsehserie Poldark (2019, als Jeremy Poldark).